# Théo Bretin
Pour les articles homonymes, voir Theo et Bretin.
Louis Bretin, dit Théo-Bretin, né le 11 janvier 1879 à Saint-Gengoux-le-National (Saône-et-Loire) et mort le 12 septembre 1956 à Chagny, est un homme politique français.

## Biographie
Théo-Bretin est le fils de Pierre Bretin et Jeanne Poulain. D'abord instituteur, il anime à l'échelle nationale les mouvements de jeunesse liés à la Section française de l'Internationale ouvrière et anime avec dynamisme la fédération socialiste de Saône-et-Loire. Il s'investit également dans la presse du parti. En 1914, il devient député du département mais ne peut conserver son siège aux élections législatives de 1919, qui voient le triomphe du Bloc national. Il redevient néanmoins député à l'issue du scrutin de 1924, mais est battu par le candidat radical unioniste, Vincent Jacoulot, en 1928 et ne retrouvera jamais le chemin du Parlement.
Très proche du courant pacifiste de la SFIO animé par Paul Faure, secrétaire général du parti et lui aussi implanté en Saône-et-Loire, Théo-Bretin est exclu de la SFIO en 1945. Il participe alors à la création du Parti socialiste démocratique, structure regroupant des socialistes SFIO « épurés » en raison de leur attitude sous le régime de Vichy, et anime la fédération départementale du PSD aux côtés d'autres proches de Paul Faure comme Julien Satonnet ou Georges Nouelle.
En 1951, il est candidat aux élections législatives dans les Bouches-du-Rhône sur la liste du Rassemblement des groupes républicains et indépendants français.

## Mandats électoraux

### national
- 1914 - 1919; 1924 - 1928 : député de Saône-et-Loire

### locaux
- 1929 - 1934; 1937 - 1940 : conseiller général du canton de Chagny
- 1919 - 1922; 1937 - 1940 : maire de Chagny[1]

## Hommages
Le souvenir de Théo-Bretin, est préservé à Chagny, ville dont il fut maire et longtemps conseiller municipal, et dont une rue porte son nom.

## Sources
- « Théo Bretin », dans le Dictionnaire des parlementaires français (1889-1940), sous la direction de Jean Jolly, PUF, 1960 [détail de l’édition]